# 霍本博物馆
霍本博物馆（Holburne Museum）是英格兰萨默塞特郡巴斯的第一座公共美术馆，位于该市的西德尼欢乐花园（Sydney Pleasure Gardens）的一座I级登录建筑内。馆内收藏美术和装饰艺术作品，是围绕威廉·霍本爵士（1793-1874年）的收藏建立。收藏的艺术家包括庚斯博罗、瓜尔迪（Guardi）、斯塔布斯（Stubbs）、拉姆齐（Ramsay）和佐法尼（Zoffany）。
博物馆还提供临时展览、音乐表演、创意工作坊、家庭活动和讲座。有一家书店和一家咖啡馆，可通往西德尼花园。博物馆得到遗产彩票基金会的资助，由埃里克·帕里建筑师设计修复和扩建，于2011年5月重新开放。

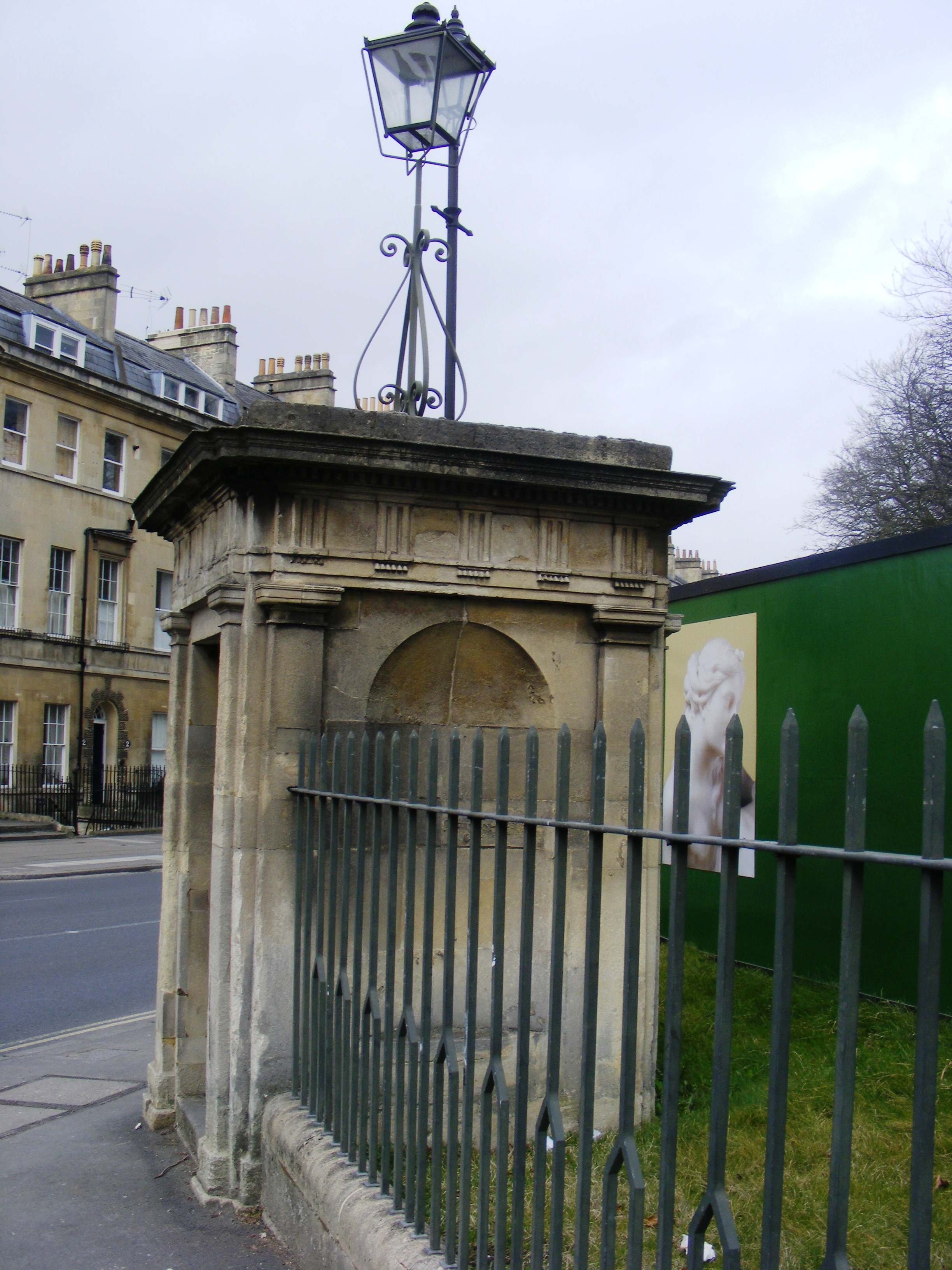

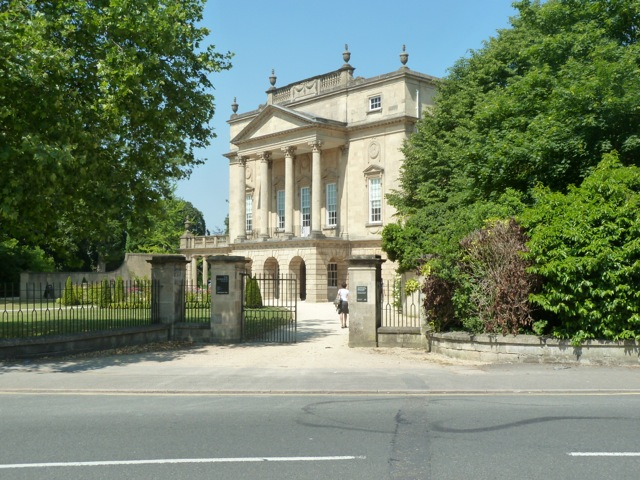

## 2019冠状病毒的影响
由于2019冠状病毒病英国疫情，博物馆于2020年3月18日关闭。 该博物馆25名工作人员中，除了5人以外，所有工作人员均已感染。 由于博物馆只有几周的资金，他们转向众筹，希望筹集到5万英镑。到2020年4月19日，他们筹集到23000英镑。